# 282. п. н. е.

## Догађаји
- Завршена изградња Колоса са Родоса